# Aspidostemon trichandra
Aspidostemon trichandra är en lagerväxtart som beskrevs av Van der Werff. Aspidostemon trichandra ingår i släktet Aspidostemon och familjen lagerväxter. Inga underarter finns listade i Catalogue of Life.